# Sadleir, New South Wales
Sadleir este o suburbie în Sydney, Australia.